# 리처드 징그러스
리처드 루이스 징그러스(영어: Richard Louis Gingras, 1952년 1월 17일~)는 미국의 기업인으로, 구글 뉴스의 현 총괄자이다. 그는 1990년대 초반 애플에서 뉴스 서비스를 출시하였고, 미국 최초의 웹 전용 매체인 '살롱'을 창간하였다. 방송사 PBS 등을 거쳐 2011년 구글에 뉴스 총괄로 합류했다.
징그러스 대표는 2016년 3월 14일 서울 강남구 영동대로 구글캠퍼스 서울에서 '언론사를 위한 열린 뉴스 생태계'라는 주제로 강연을 열었다. 그는 "즉각적인 콘텐츠 소비 환경에서 다양한 목소리와 표현을 담는 뉴스 생태계를 만들 것"이라고 강조했다.